# Relación cuaternaria
Una relación cuaternaria R es el subconjunto de los elementos de {\displaystyle A_{1}\times A_{2}\times A_{3}\times A_{4}} que cumplen una determinada condición:
{\displaystyle R=\{(a_{1},a_{2},a_{3},a_{4}):\;(a_{1},a_{2},a_{3},a_{4})\in A_{1}\times A_{2}\times A_{3}\times A_{4}\land \ R(a_{1},a_{2},a_{3},a_{4})=Verdadero\}}

## Ejemplo
- Tomando el conjunto {\displaystyle \mathbb {N} } de los números naturales, se define la relación cuaternaria {\displaystyle R(x,y,z,t)} tal que {\displaystyle (x,y,z)} son coordenadas espaciales y {\displaystyle (t)} es el tiempo:

{\displaystyle R=\{(x,y,z,t)\in \times A_{1}\times A_{2}\times A_{3}\times A_{4}\land x=2t,y=t^{2},z=t\}}
{\displaystyle R=\{(2,1,1,1),(4,4,2,2),(6,9,3,3),...\}}